# Cyrnaonyx antiqua
La cirnaonice (Cyrnaonyx antiqua) è un mammifero carnivoro estinto appartenente ai mustelidi. Visse nel Pleistocene medio - superiore (circa 250.000 - 15.000 anni fa) e i suoi resti fossili sono stati ritrovati in Europa. 

## Descrizione
Questo animale assomigliava molto a un'odierna lontra, seppur di dimensioni leggermente maggiori (lunghezza 1,2 - 1,5 metri). Se ne differenziava principalmente per alcune caratteristiche del cranio: Cyrnaonyx possedeva una dentatura più robusta, e il cranio in generale non possedeva quel profilo arcuato della lontra comune europea. 

## Classificazione
I primi fossili di questo animale vennero trovati in Francia e attribuiti inizialmente da de Blainville nel 1841 a una specie estinta del genere Lutra, L. antiqua. Solo successivamente, nel 1935, Helbing riconobbe che le differenze morfologiche erano rilevanti abbastanza da creare un genere a sé stante, Cyrnaonyx. Questo animale è considerato uno stretto parente delle cosiddette lontre senza unghie (gen. Aonyx). I suoi fossili sono stati ritrovati esclusivamente in Europa (Francia, Germania, Inghilterra, Paesi Bassi e Italia). Al genere Cyrnaonyx è stata attribuita in passato anche un'altra specie, C. majori, proveniente dalla Sardegna. Studi successivi hanno determinato che questa forma era da attribuire a un genere a sé stante, Algarolutra (Willemsen, 1992).

## Paleobiologia
La dentatura più robusta rispetto alle forme attuali indica che Cyrnaonyx doveva nutrirsi con maggior frequenza di animali ricoperti da corazze dure come i crostacei, mentre la lontra comune Lutra preferisce una dieta a base di pesce. 